# Шош, Карой
Карой Шош (венг. Sós Károly; 5 апреля 1909, Будапешт — 3 августа 1991, Будапешт) — венгерский футболист и тренер. Возглавлял сборные Венгрии и ГДР.

## Карьера футболиста
Играл на позиции полузащитника. Начал карьеру в 1927 году в будапештском «Вашаше». Впоследствии играл за «Немзети» и «Аттилу».
В середине 1930-х выступал за французские клубы «Сен-Мало» и «Олимпик Алес». За рубежом Карой Шош успел поиграть и в Швейцарии, где защищал цвета «Берна».
Вернулся на родину в сезоне 1937/38, продолжив карьеру в клубе «Гамма», где и завершил карьеру в 1944 году.

## Тренерская карьера
Тренерская карьера Кароя Шоша стартовала в 1938 году, когда он являлся играющим тренером клуба «Уйбуда». В дальнейшем находился у руля таких команд как «Гамма», «Шальготарьян», «Халадаш», «Уйпешт», «Дороги» и «Ференцварош». С клубом «Дороги» доходил до финала Кубка Венгрии 1952 года.
С 1957 по 1960 год являлся тренером «Гонведа», который он привёл к победе на Кубке Митропы 1959 года.
Имел предложение возглавил югославскую «Воеводину», но в итоге в 1957 году принял предложение тренировать сборную Венгрии. Под его руководством команда провела 4 игры (3 победы и 1 поражение). Впоследствии он стал ассистентом Лайоша Бароти в венгерской сборной.

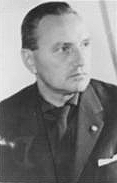
Шош в 1964 году

С 1961 по 1967 год тренировал сборную ГДР. Венгерский специалист не сумел пройти квалификацию на чемпионаты мира 1962 и 1966, а также чемпионаты Европы 1964 и 1968. Тем не менее на Олимпийских играх 1964 года в Токио вывел восточных немцев в полуфинал, где они уступили Чехословакии (1:2). В матче за третье место команда Шоша сумела взять бронзовые награды, обыграв Объединённую арабскую республику со счётом 3:1. Последней отборочной кампанией Шоша во главе ГДР стала квалификация на Олимпиаду 1968 года, которая завершилась неудачей. В качестве тренера ГДР он провёл 43 матча (19 побед, 10 ничей и 14 поражений). Кроме того в 1962 году руководил сборной Западного Берлина в товарищеском матче против Москвы (1:2).
После шести лет работы в ГДР Карой Шош принял решение вновь возглавить сборную Венгрии. Его первым испытанием во главе команды стали отборочные матчи на чемпионат Европы 1968 года против советской сборной, где венгры уступили с общим счётом 2:3.
Во время квалификации на чемпионат мира 1970 года главным соперником венгров была Чехословакия с которой Венгрия набрала равное количество очков к концу турнира. Для определения путёвку на мундиаль был проведён специальный матч между двумя сборными, где сильнейшими оказались чехословаки (4:1). После этого Шош завершил карьеру тренера. Работал в Венгерской футбольной федерации.

## Достижения
- Бронзовый призёр Олимпийских игр: 1964
- Победитель Кубка Митропы: 1959